# Edmondo
Edmondo  è un nome proprio di persona italiano maschile.

## Varianti
- Maschili: Eadmondo[1], Emondo[1]
  - Ipocoristici: Edmo, Edmeo, Mondo[senza fonte]
- Femminili: Edmonda[4]
  - Ipocoristici: Edma, Edmea, Monda[senza fonte]

### Varianti in altre lingue
- Anglosassone: Eadmund[2]
- Francese: Edmond[2][3]
  - Ipocoristici: Edmé[3][5]
  - Ipocoristici femminili: Edmée[3][5]
- Greco moderno: Εδμόνδος (Edmondos)
- Inglese: Edmund[2][3][6], Edmond[3]
  - Ipocoristici: Ed[5], Ned[5], Ted
- Inglese antico: Eadmund[3][6]
- Irlandese: Éamonn[2][3], Éamon, Eamonn, Eamon[2][3]
- Islandese: Játmundur
- Latino: Edmundus, Eadmundus[1]
- Lettone: Edmunds
- Lituano: Edmundas
- Lussemburghese: Edmao[2]
  - Ipocoristici: Mao[2]
- Norvegese: Edmund
- Olandese: Edmond[3]
- Polacco: Edmund[2][3]
- Portoghese: Edmundo[2][3]
- Scozzese: Eamann[3]
- Siciliano: Edmondu
- Slovacco: Edmund
- Sloveno: Edmund
- Spagnolo: Edmundo[2][3]
- Svedese: Edmund
- Tedesco: Edmund[2][3]
- Ungherese: Ödön[2][3]
  - Ipocoristici: Ödi[3][5]

## Origine e diffusione
Continua il nome anglosassone Eadmund; è composto dai termini ead ("ricco", "benedetto") e mund ("protettore"), e il suo significato viene talvolta interpretato come "protettore della prosperità" (come Edgardo), "che difende il suo patrimonio", oppure "protettore della felicità".
Fu uno dei pochi nomi anglosassoni a resistere dopo la conquista normanna dell'Inghilterra, anche se il suo uso si ridusse dopo il XV secolo, cosa che non gli impedì comunque di diffondersi oltre i confini della Gran Bretagna (ciò soprattutto grazie al culto di sant'Edmondo).

## Onomastico
Generalmente, l'onomastico si festeggia il 20 novembre in onore di sant'Edmondo, re dell'Est Anglia e martire. Si ricordano altri santi e beati con questo nome, fra i quali, alle date seguenti:
- 23 marzo, beato Edmondo Sykes, sacerdote e martire a York[9]
- 26 maggio, sant'Edmondo I d'Inghilterra, re degli Angli[9]
- 27 maggio, sant'Edmondo Duke, martire a Durham con altri compagni[9]
- 7 agosto, beato Edmund Bojanowski, fondatore delle Piccole Ancelle dell'Immacolata Concezione[10]
- 28 agosto, sant'Edmund Arrowsmith, martire a Lancaster[9]
- 29 agosto, beato Edmund Ignatius Rice, religioso irlandese, fondatore delle congregazioni dei Fratelli Cristiani e dei Fratelli della Presentazione[9]
- 2 ottobre, beato Giorgio Edmondo Renè, uno dei martiri dei pontoni di Rochefort
- 3 ottobre, sant'Edmondo di Scozia, figlio di santa Margherita di Scozia[9]
- 16 novembre, sant'Edmund Rich, arcivescovo di Canterbury[7][8][9]
- 1º dicembre, sant'Edmund Campion, gesuita e martire a Londra[9]
- 10 dicembre, sant'Edmondo Gennings, sacerdote e martire a Londra insieme a san Swithin Wells[9]

## Persone

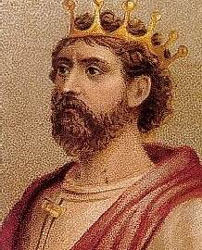
Edmondo I d'Inghilterra

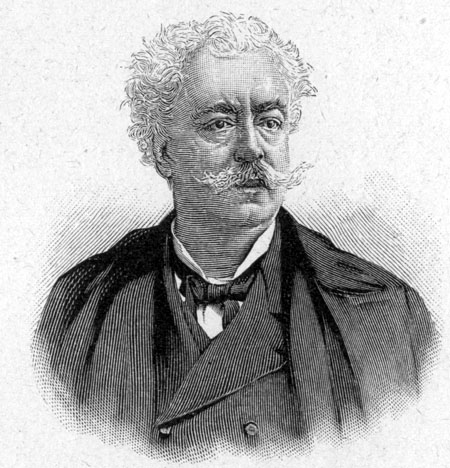
Edmondo De Amicis

- Edmondo dell'Anglia orientale, re dell'Anglia orientale
- Edmondo I d'Inghilterra, detto il Vecchio o il Giusto o il Magnifico, re d'Inghilterra dal 939 al 946
- Edmondo II d'Inghilterra, re d'Inghilterra dal 23 aprile al 30 novembre 1016
- Edmondo di Canterbury, religioso e arcivescovo cattolico britannico
- Edmondo di Scozia, principe e santo britannico
- Edmondo Amati, produttore cinematografico italiano
- Edmondo Bernacca, generale e meteorologo italiano
- Edmondo Berselli, giornalista e scrittore italiano
- Edmondo Caccuri, magistrato e politico italiano
- Edmondo Cirielli, politico italiano
- Edmondo De Amicis, scrittore e pedagogo italiano
- Edmondo Dodsworth, poeta e saggista italiano
- Edmondo Fabbri, calciatore e allenatore italiano di calcio
- Edmondo Malan, chirurgo italiano
- Edmondo Martin, calciatore italiano
- Edmondo Peluso, giornalista, antifascista e comunista italiano
- Edmondo Plantageneto, I conte di Kent
- Edmondo Plantageneto, I conte di Lancaster (1196 – 1245), conte di Lancaster
- Edmondo Plantageneto, I duca di York (1341 – 1402), quartogenito di Edoardo III d'Inghilterra
- Edmondo Plantageneto, II conte di Cornovaglia, principe britannico
- Edmondo Plantageneto, II conte di Kent
- Edmondo Rossoni, sindacalista, giornalista e politico italiano
- Edmondo Sanjust di Teulada, ingegnere e politico italiano

### Variante Edmond

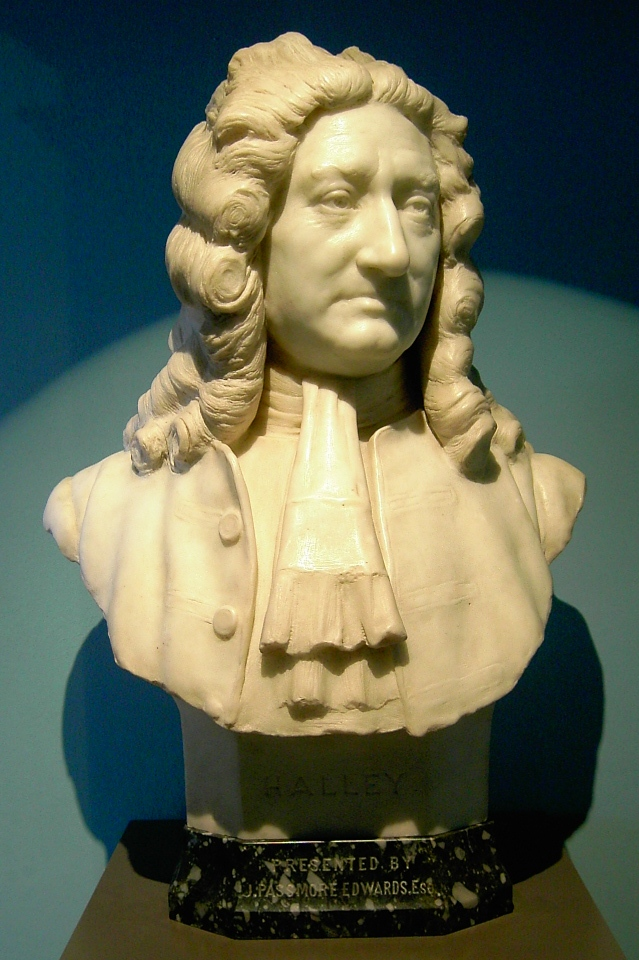
Edmond Halley

- Edmond About, scrittore, giornalista e critico d'arte francese
- Edmond de Goncourt, scrittore e critico letterario francese
- Edmond Louis Alexis Dubois-Crancé, politico francese e generale della Rivoluzione francese
- Edmond Halley, astronomo, matematico, fisico, climatologo, geofisico e meteorologo britannico
- Edmond Hamilton, scrittore statunitense
- Edmond Jabès, poeta francese
- Edmond Kapllani, calciatore albanese
- Edmond Nicolas Laguerre, matematico francese
- Edmond Le Bœuf, generale francese
- Edmond Martène, monaco, bibliotecario e storico francese
- Edmond O'Brien, attore statunitense
- Edmond Rostand, poeta e drammaturgo francese
- Edmond Sumner, cestista statunitense

### Variante Edmund

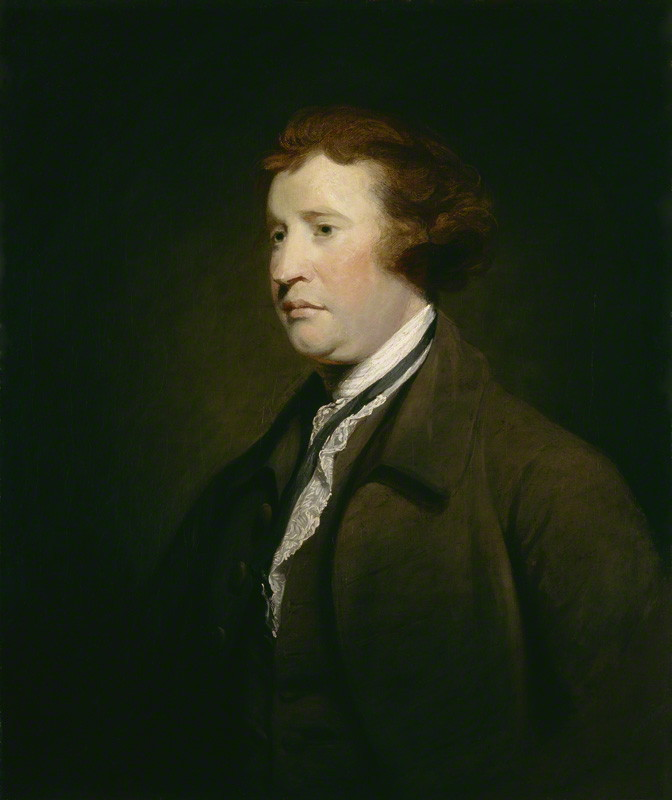
Edmund Burke

- Edmund Allenby, generale britannico
- Edmund Barton, politico australiano
- Edmund Burke, politico, filosofo e scrittore britannico
- Edmund Goulding, regista e sceneggiatore britannico naturalizzato statunitense
- Edmund Hillary, alpinista ed esploratore neozelandese
- Edmund Husserl, filosofo e matematico austriaco naturalizzato tedesco
- Edmund Kean, attore teatrale britannico
- Edmund Randolph, politico statunitense
- Edmund Spenser, poeta britannico
- Edmund Wilson, critico letterario, giornalista, scrittore e poeta statunitense

### Variante Edmundo
- Edmundo, calciatore brasiliano

Edmundo Ros

- Edmundo Maure, calciatore argentino
- Edmundo Méndez, calciatore ecuadoriano
- Edmundo Pérez Yoma, politico cileno
- Edmundo Piaggio, calciatore argentino
- Edmundo Ros, cantante, arrangiatore e direttore d'orchestra trinidadiano naturalizzato britannico
- Edmundo Suárez, calciatore e allenatore di calcio spagnolo

### Variante Eamon

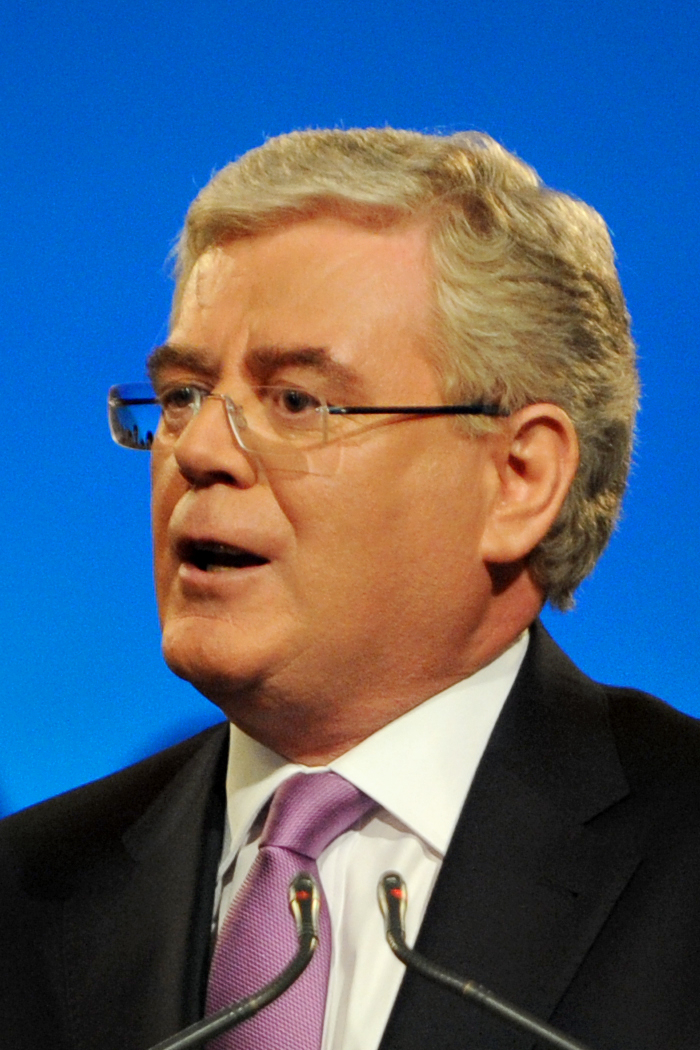
Eamon Gilmore

- Eamon, cantautore e rapper statunitense
- Eamon Dunphy, calciatore, giornalista w personaggio televisivo irlandese
- Eamon Gilmore, politico irlandese
- Eamon Sullivan, nuotatore australiano

### Variante Eamonn
- Eamonn Bannon, calciatore britannico
- Eamonn Coghlan, atleta irlandese
- Eamonn Gregg, calciatore irlandese
- Eamonn McCann, giornalista, scrittore e attivista politico nordirlandese
- Eamonn O'Keefe, calciatore irlandese
- Eamonn Walker, attore britannico

### Variante Ödön
- Ödön Gróf, nuotatore ungherese
- Ödön Lendvay, cestista ungherese

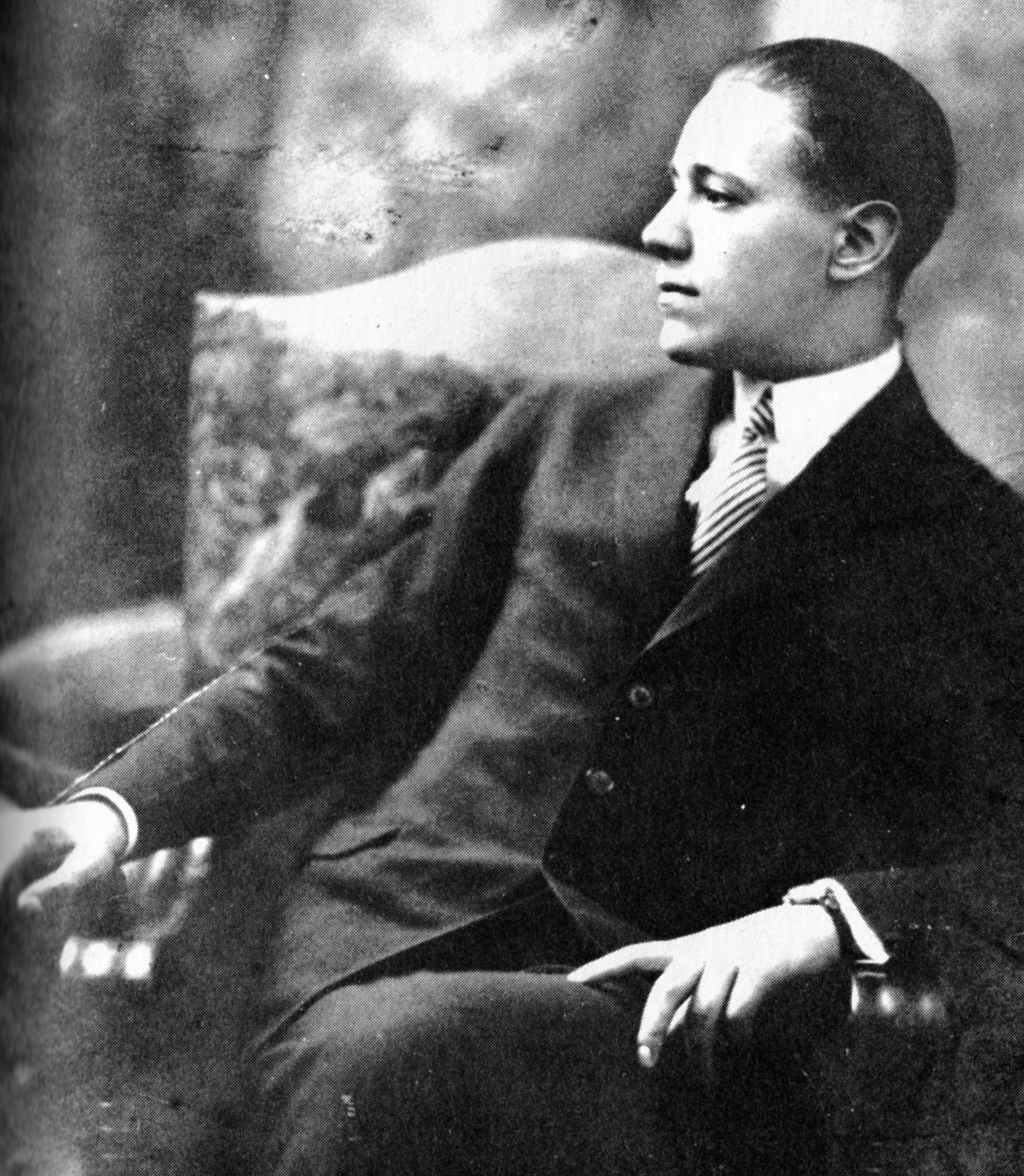
Ödön von Horváth

- Ödön Nádas, calciatore e allenatore di calcio ungherese
- Ödön von Horváth, drammaturgo e scrittore austriaco
- Ödön von Tersztyánszky, schermidore ungherese

### Altre varianti maschili
- Edmé Bouchardon, scultore francese
- Éamon de Valera, politico e patriota irlandese
- Edmunds Dukulis, cestista lettone

### Varianti femminili
- Edmonda Aldini, attrice teatrale, cantante e attrice italiana
- Edmea Pirami, pediatra italiana

## Il nome nelle arti
- Edmund Blackadder è il protagonista della serie televisiva Blackadder.
- Edmond Dantès è il protagonista del romanzo di Alexandre Dumas padre Il conte di Montecristo.
- Edmond Honda è un personaggio della serie di videogiochi Street Fighter.
- Edmund Pevensie è un personaggio della serie di romanzi Le cronache di Narnia, scritta da C. S. Lewis.
- Edmund Winslow è un personaggio della soap opera Sentieri.